# Canário Negro
Canário Negro (no original em inglês: Black Canary) é um codinome heroico de vigilante que passa de mãe para filha e é compartilhado por duas personagens fictícias de histórias em quadrinhos publicadas pela editora estadunidense DC Comics. Originalmente, sua identidade real é Dinah Drake, criada por Robert Knigther e Carmine Infantino, estreou em Flash Comics #86 (agosto de 1947). A segunda e mais famosa, é sua filha, Dinah Laurel Lance, criada por Dennis O'Neil e Dick Dillin, estreou em Justice League of America #75 (novembro de 1969).
Nos quadrinhos na Terra-2, onde as aventuradas da Era de Ouro aconteceram, a Canário Negro original (Dinah Drake Lance) era uma especialista em artes marciais que decidiu se juntar à Sociedade da Justiça, tempos depois, ela e seu marido, o policial Larry Lance, tiveram uma filha (Dinah Laurel Lance), que amaldiçoada com um grito sônico, foi, banida para outra dimensão (Terra-1). Com um envelhecimento acelerado, rapidamente Dinah Lance torna-se adulta e funde sua memória com de sua mãe, tornando-se uma. Com a reformulação de Crise nas Infinitas Terras, nova origem da Canário Negro foi muito mais simples "A filha assumiu o cargo de Canário Negro de sua mãe, que também era a Canário Negro", uma origem apagada durante Os Novos 52. Sua versão mais famosa, Dinah Laurel Lance, nasceu em uma família de combatentes do crime; mãe ex-vigilante Canário Negra e pai policial de Gotham, cresceu rodeada pelos amigos da mãe, que pertenciam à Sociedade da Justiça. Inspirada pelo passado heroico de sua mãe, ela decidiu que um dia se tornaria na Canário Negro. Contra a vontade da sua progenitora ela começou a ser treinada em segredo pelo Pantera. Depois de ter treinado durante vários anos, descobriu que tinha um Metagene que lhe dava a habilidade de produzir uma espécie de grito ultrassônico. Este capaz de imobilizar os seus adversários, entre outras coisas. Um pouco mais tarde ela se junta à Liga da Justiça, onde conheceu aquele que se tornaria no seu interesse amoroso, o Arqueiro Verde. Após a saga Ponto de Ignição, a Canário Negro volta a ser Dinah Drake nascida em Gotham City, abandonada ainda bebê num caixote do lixo, criada por um mestre em artes-marciais, chamado Desmond Lamar, membro da equipe Team 7, durante as operações exposta a um artefato místico que concede seus super-poderes, tempos depois assume o nome de casada (Dinah Lance) na fase Renascimento. Vocalista da banda Canário Negro, posteriormente, torna-se membro das Aves de Rapina, como sua contra-parte Pré-Flashpoint.
A combinação do sex appeal acentuado pela sua marca registrada, as meias arrastão, com a sua coragem e sua ótima técnica de luta a tornaram uma das personagens femininas mais conhecidas da editora.
No ano de 1985, foi publicada a maxis série Crise nas Infinitas Terras, que reescreveu toda a continuidade do Universo DC. Os efeitos desse acontecimento dividiram a personagem em duas. Uma delas, Dinah Drake Lance, foi uma super-heroína que atuou na Era de Ouro e a outra, sua filha, Dinah Laurel Lance, que começou a atuar na Era de Prata (começo dos anos 80). A continuidade Pós-Crise estabeleceu Dinah Drake como uma florista durante o dia e vigilante à noite. Além de ser uma integrante da primeira geração de super-heróis, Dinah Drake (Canário Negro I) foi um dos membros fundadores da Sociedade da Justiça, um dos grupos de super-heróis com maior reconhecimento do planeta. Dinah Laurel Lance cresceu idolatrando os amigos super-heróis de sua mãe e, ainda jovem, herdou o manto de Canário Negro, vindo a participar da fundação da Liga da Justiça. Mas, a Liga da Justiça não a impediu de continuar suas atividades solo como vigilante. Dinah continuou atuando em missões de espionagem, contra-terrorismo e resgate, com o grupo de super-heroínas chamadas de Aves de Rapina. Ela sempre teve uma vida amorosa agitada, mas nunca deixou de envolver-se romanticamente e profissionalmente com Oliver Queen, o Arqueiro Verde. Sua maior diferença em relação a sua mãe é o seu poder meta-humano de produzir ondas sonoras muito poderosas, conhecido como o Grito do Canário.
Canário Negro foi adaptada em diversas histórias em quadrinhos assim como em séries de televisão, e recebeu notoriedade por seus papéis principais em Aves de Rapina, Justice League Unlimited, Smallville, Batman: The Brave and the Bold, Justiça Jovem, Arrow e DC Showcase Green Arrow. Canário Negro foi incluída na lista dos 200 melhores personagens dos quadrinhos de todos os tempos ficando em 71ª lugar pela revista Wizard, enquanto o portal IGN colocou a personagem na 81ª colocação na lista dos melhores super-heróis de todos os tempos. Ela também aparece no 26º lugar da lista das 100 mulheres mais sexy dos quadrinhos da revista Comics Buyer's Guide.

## Origens e História

### Era de Ouro e Pré Crise
Como dito anteriormente, Canário Negro fez sua primeira aparição em Flash Comics #86, como uma personagem que, originalmente, interagia com Johnny Trovoada, vindo a substituí-lo, inclusive, nas histórias da publicação. Inicialmente, ela aparentava ser uma vilã. Johnny ficou apaixonado por ela imediatamente e, por isso, foi repreendido por seu parceiro, o Relâmpago. Em sua identidade secreta, Dinah Drake era uma florista de cabelos pretos cujo interesse romântico atendia pelo nome Larry Lance. Quando uniformizada, Dinah cobria seu cabelo com uma peruca loira, mas seu traço principal sempre foi as meias arrastão, botas de pirata, um colante preto, no melhor estilo maiô e sua jaqueta, a qual nunca era abotoada. Ela também já usou uma máscara, mas a abandonou em seguida.
Na edição 50 da revista Secret Origins, foi revelado que Dinah tinha sido treinada por seu pai, o detetive Richard Drake e que ela pretendia seguir seus passos trabalhando no departamento de polícia de Gotham. Mas, pouco tempo depois, seu pai morreu devido a uma complicação cardíaca e, para honrar a memória de seu pai, Dinah decidiu combater o crime como uma vigilante uniformizada. Ela encontra pela primeira vez a Sociedade da Justiça da América em All Star Comics #38 (dezembro de 1947 até janeiro de 1948), se juntando a eles em All Star Comics #41 (junho-julho de 1948).
Durante suas aventuras, Canário Negro freqüentemente se infiltrava em gangues para atacá-los de dentro e, graças a essa habilidade, ela acabou conhecendo Johnny Trovoada. Depois de conhecer Johnny, Dinah logo entrou para a Sociedade da Justiça. Mas, infelizmente, a personagem deixou de aparecer em publicações, assim como o resto dos seus companheiros de equipe, no início dos anos 50.
Canário Negro foi “ressuscitada”, assim como seus companheiros da Era de Ouro, durante os anos 60. Ela e todos os outros personagens de Era de Ouro passaram a viver em uma outra Terra que, mesmo ocupando o mesmo lugar no espaço, tinha seu plano de existência próprio, sendo a diferença de vibração de cada plano o fator que permitia a existências de “várias Terras” no mesmo planeta. Nesse período também foi revelado que Dinah tinha se casado com Larry Lance em algum momento durante os anos 50. Além disso, Dinah teve várias participações nas edições anuais da Sociedade da Justiça e da Liga da Justiça da Terra Ativa
Larry Lance morreu ao tentar salvar a vida de Dinah durante um ataque da estrela consciente Aquarius, no anual SJA/LJA de 1969. Por isso, Dinah decide abandonar a Terra Paralela e se mudar para a Terra Ativa, para recomeçar sua vida. Na Terra Ativa, Dinah acaba ingressando na LJA, o que resultou no começo de seu envolvimento com Arqueiro Verde. Outra novidade em sua ida para a Terra Ativa foi a descoberta do seu grito supersônico que foi batizado como “Grito do Canário”.
Canário Negro se junta à Batman cinco vezes em The Brave and the Bold e ao lado de Superman uma vez (em DC Comics Presents). Aparecendo com frequência como uma convidada no "Arqueiro Verde'' um tipo recurso de backup do Action Comics. Ela era um recurso de backup em World's Finest Comics #244 (abril-maio de 1977) a #256 (abril-maio de 1979) (quando o título foi em formato Dollar Comics). Canário Negro foi destaque na DC especial #10 (abril de 1978). Após o recurso de "Canário Negro" em World's Finest Comics, ela aparece como um convidada em sua característica de "Arqueiro Verde" e em Detective Comics.
Em Liga da Justiça América #219 e #220, foi revelado (via retcon) que Canário Negro era, na verdade, a filha da Canário Negro original. Em algum momento durante os anos 50, Dinah Drake e seu marido Larry Lance tiveram uma filha. A criança desenvolveu o famoso Grito do Canário (que foi dado a ela por um inimigo da SJA, chamado Mago) o qual mostrou-se incontrolável e altamente destruidor. Diante desse problema, Dinah pediu para seu velho amigo Johnny Trovoada invocar seu gênio e desejar que ele a curasse, mas isso não foi possível.
Por isso, na esperança de descobrir uma cura para a menina, Relâmpago a manteve em animação suspensa (que não a impediu de continuar crescendo) em seu lugar de origem, a Quinta Dimensão. Vendo o sofrimento de seus amigos, Relâmpago decidiu que o melhor a fazer seria apagar o acontecido da memória dos três, fazendo com que os pais da criança achassem que ela tinha morrido de alguma maneira. Depois da batalha com Aquarius, Dinah descobriu que estava morrendo devido a grande exposição à radiação que ela sofreu durante sua batalha com o inimigo em forma de estrela.
Por isso, ela, Relâmpago e o Superman da Terra Ativa conversaram muito sobre o assunto, buscando uma solução. Os três providenciaram uma transferência das memórias de Dinah para o corpo de sua, filha que, mesmo sendo mantida em animação suspensa, já tinha atingido o estágio adulto de crescimento. Esse retcon foi escrito para explicar o fato de Dinah ser, originalmente, muito mais velha que seu par romântico, assim como todos os seus companheiros de LJA. Como um ajuste ao retcon tem como resultado da maxi-série Crise nas Infinitas Terras, a Canário Negro Pós-Crise tornou-se duas personagens diferentes, Dinah Drake Lance e Dinah Laurel Lance.

### Era de Prata, Pós-Crise
Na continuidade Pós-Crise, Dinah I casou-se com Larry Lance. Poucos anos depois, eles tiveram uma filha, chamada Dinah Laurel Lance. A garota cresceu rodeada pelos amigos ex-SJA de sua mãe e, para ela, eles eram seus tios e tias. Conforme Dinah foi crescendo, ela sentiu uma vontade muito grande de tornar-se uma heroína uniformizada, assim como sua mãe, “tios” e “tias” tinham sido no passado.
Sua mãe, Dinah Drake se casa com seu amante, detetive Larry Lance, e mantém sua loja de flores. Em a retrospectiva de Aves de Rapina, Lance é um conhecido de Jim Gordon (pai de Barbara Gordon). Vários anos mais tarde, sua filha, Dinah Laurel Lance, nasce. Em Aves de Rapina #66 (junho de 2004), é mostrado um flashback de um caso frio investigado por Dinah Drake. Laurel era o nome de uma bibliotecária com quem Dinah faz uma breve amizade. Ao invés de encorajar Dinah, sua mãe tentava desencorajá-la, afirmando que o mundo tinha se tornado mais sombrio e muito mais perigoso do que era na época em que ela combatia o crime. Dinah, entretanto, nasceu com algo que a mãe dela nunca teve: um poderoso grito sônico, capaz de estilhaçar objetos. Mais tarde, descobriu-se que esse poder era oriundo do meta-gene que Dinah possuía. Especulava-se que esse meta-gene poderia seria resultante de toda a exposição a energias místicas que a mãe de Dinah esteve exposta em todos os seus anos na SJA e serviço de enfermagem em laboratórios meta-humanos.
A partir daí, a jovem Dinah passou a procurar por diversos lutadores que pudessem treiná-la, incluindo um de seus “tios”, Ted Grant, mais conhecido como Pantera. Os anos da treinamento e intensa dedicação foram recompensados quando Dinah assumiu o manto de heroína e se tornou a segunda Canário Negro, mesmo contra a vontade de sua mãe, a princípio. Logo depois que começou a atuar, Dinah batizou seu grito como “Grito do Canário”.  A nova Canário Negro teve um papel importante na Era de Prata dos heróis, atuando, assim como sua mãe, em Gotham City. A minissérie pelo escritor Greg Weisman e artista Mike Sekowsky foi planejado em 1984. Embora a sua primeira edição havia sido escrita, o projeto foi arquivado devido ao uso do personagem em alto perfil do escritor-artista Mike Grell, Arqueiro Verde: A série The Longbow Hunters. Elementos do projeto foram utilizados em curta-metragem de Weisman, DC Showcase: Green Arrow.
Em uma das primeiras edições de Aves de Rapina, o escritor Chuck Dixon estabeleceu que Dinah casou-se muito nova, vindo a se divorciar logo depois. Algumas edições depois, seu marido Craig Windrow vai até ela pedindo ajuda. Tal casamento e ex-marido nunca mais foram citados. A segunda Canário Negro também foi membro fundador da Liga da Justiça Pós-Crise (substituindo a Mulher Maravilha em suas aparições na Era de Prata). Pouco tempo depois que a Liga foi criada, ela conheceu o Arqueiro Verde I, e apesar da grande diferença de idade, eles tiveram um relacionamento, em pouco tempo. Ela fez parte da Liga da Justiça por seis anos, antes do grupo ser dissolvido. Isso aconteceu na época em que a mãe de Dinah morreu devido a um envenenamento pela radiação a qual ela foi exposta, anos antes, na luta contra Aquarius. Esse acontecimento afetou Dinah profundamente e a levou a crer que seu tempo na LJA havia acabado. Quando Dinah pertencia a LJA durante os anos 80 ela usava um traje novo, um macacão de corpo inteiro azul e preto com um motivo do pássaro e um ajuste um pouco mais flexível em vez de seu tradicional roupa preta, com meias arrastão. A mudança foi mal recebida e de curta duração, e os artistas posteriores restauraram sua aparência original.
Ela e Arqueiro Verde mudaram-se para Seattle depois do fim da LJA. Durante esse período, Canário Negro falhou em uma operação para terminar com um círculo de tráfico. Sequestrada, Canário foi torturada antes que seu companheiro a resgatasse. Essa experiência deixou Dinah traumatizada física e mentalmente. Além de perder temporariamente sua capacidade de usar o Grito, Dinah também perdeu sua capacidade de ter filhos. Apesar disso, ela perseverou e mesmo sem o seu grito, continuou combatendo o crime, enquanto cuidava de uma floricultura. Por fim, ela e Oliver Queen se separaram devido a uma traição por parte de Oliver. Após a volta à vida de Oliver, no primeiro arco da sua nova revista, escrito por Kevin Smith, ele tentou reatar o namoro com Dinah, mas ela não conseguiu perdoá-lo e permaneceu sozinha. Durante muito após ter deixado Oliver, Canário sentiu falta de um verdadeiro objetivo. Isso fez com que Dinah viesse a ser convocada por Oráculo para tornar-se parte de uma série de operações lideradas por ela. Dinah aceitou o convite com grande satisfação, apesar de haver alguns desentendimentos entre as duas, durante as primeiras missões. Em uma dessas missões, Dinah foi seriamente ferida e, por isso, foi banhada em um Poço de Lázaro, o qual reativou seu poder meta-humano e, além disso, lhe devolveu a capacidade de ter filhos, perdida anos antes.

#### Liga da Justiça
Não muito tempo depois de sua estreia como Canário Negro, Dinah Lance tornou-se um dos membros fundadores da Liga da Justiça da América. Foi Dinah, que sugeriu o nome recém-formada da Liga, em deferência à de sua mãe ter sido membro da Sociedade da Justiça da América. Foi através de sua nova associação com a Liga da Justiça que ela conheceu o amor de sua vida o Arqueiro Verde. Sua amizade com Oliver desenvolveu-se durante todo este tempo e com os seus sentimentos um para o outro tornaram-se romântico. Quando Oliver escolheu sair da Liga, a fim de prosseguir os seus esforços em Star City por conta própria, Dinah decidiu se juntar a ele logo depois.

##### Rígidos Heróis Viajantes
Canário Negro, Arqueiro Verde e Lanterna Verde fazem uma viagem na esperança de redescobrirem a América e suas motivações como heróis. Foi brevemente, feito uma lavagem cerebral sob Canário em um culto de motociclistas, mas seus amigos a resgataram conseguindo por vez restaurarem todas as memórias de Dinah.

#### Liga da Justiça Internacional
Na sequência dos acontecimentos de Legends, ela torna-se um dos membros fundadores da nova Liga da Justiça Internacional, estabelecido por Maxwell Lord. Sob a liderança de Batman, que obteve a aprovação das Nações Unidas.

#### A Corrida do Arqueiro
Dinah ficou horrorizada quando Connor Hawke, filho de Oliver e novo Arqueiro Verde, disse que o herói havia morrido em Metrópolis, enquanto lutava contra alguns eco-terroristas.

#### Ponto de Ignição
Professor Zoom drasticamente altera o Rio do Tempo, na tentativa de se livrar de seu inimigo o Flash durante Ponto de Ignição. Isto mudou completamente o curso da história. Dinah nunca foi mostrada ter se tornado a Canário Negro, como a encarnação de sua mãe em Sociedade da Justiça. Eventualmente, o time foi restaurado, embora Pandora fixou em uma linha do tempo inteiramente nova.

## Aves de Rapina
Quando Bárbara Gordon é gravemente ferida pelo vilão Coringa, ela restabelece uma nova forma na carreira de combate ao crime, como Oráculo, um corretor de informações para a comunidade de super-heróis. Depois de trabalhar brevemente com o Esquadrão Suicida, Barbara formou sua própria equipe de missão secreta. Barbara concluiu que, de todos os super-heróis, Dinah tinha o maior potencial e foi a que mais precisava de direção. Consequentemente, a Oráculo pediu a Canário Negro para se tornar uma agente.
Canário Negro levou esse papel com grande satisfação. Dinah decidiu abandonar a peruca loira, escolhendo pintar o cabelo de castanho escuro natural, para o loiro. Seu relacionamento com a Oráculo, revelou-se algo rochoso num primeiro momento, como a sua natureza impulsiva, elas entraram em confronto com os planejamentos táticos da Oráculo. Com o passar do tempo, começaram a compreender como trabalhar juntas como uma equipe e como amigas. Mais tarde, quando a Oráculo fugiu do vilão Arrasa-Quarteirão, Dinah veio em seu socorro e Dinah conheceu Barbara Gordon. Essa aventura levou-as a estabelecer uma amizade ainda mais forte com o passar dos anos.
A Crise das Infinitas Terras produziu uma recriação da Terra com um novo cronograma. É revelado que Mulher-Maravilha era "mais uma vez", um dos membros fundadores da Liga da Justiça. Em 52 Week 51, uma característica de back-up revelou que Canário Negro esteve presente na batalha formando a Liga. O núcleo da Liga consistiu em Canário Negro, Lanterna Verde (Hal Jordan), o Caçador de Marte, The Flash, Aquaman, Superman, Batman e Mulher-Maravilha. Em 2007, a minissérie estabelecida a Canário Negro e Arqueiro Verde (que supostamente haveriam entrado na Liga da Justiça em um tempo depois que foi fundada, os mesmos foram testados pelo membro fundador Batman, no início de sua adesão), sobre suas aventuras juntos e a edição Casamento Especial.
Durante a publicação da série limitada Crise Infinita, a maioria dos quadrinhos do Universo DC foram ignorados em mais ou menos um ano. Após o salto "Um Ano Depois", Dinah comercializa experiências de vida com Lady Falcão Negro na esperança de suavizar a guerreira, a realizar um regime de treinamento severo em uma favela Vietnamita não identificado, ou favela. O regime de réplica vida e da formação inicial de Lady Falcão Negro; Falcão Negro, por sua vez, assume o papel de Dinah no grupo da Oráculo.
Durante os eventos de Contagem Regressiva, várias séries incluído tie-ins e run-ups para o casamento entre Dinah e Ollie, O Plano do Casamento. Canário Negro oferece detalhes sobre os preparativos; Aves de Rapina #109 retrata Dinah e Bárbara discutindo o evento e sobre Oliver. Contagem Regressiva: Liga da Justiça, Casamento Especial e Liga da Justiça #13 envolvem aspectos do casamento, particularmente as despedidas de solteiro e de solteira. Uma grande discussão trama ao longo destes quadrinhos, o que se coaduna com o arco de contagem regressiva Piper e Trickster, a Liga da Injustiça fazem planos para atacar o casamento.
Eventualmente, Dinah renuncia a sua posição como presidente da JLA após confronto desastroso da equipe com a Sombra de Ministros. Depois de saber que Ollie começou sua própria Liga da Justiça com Hal Jordan, Dinah confronta-o quando ele chega à Torre de Vigia para avisá-la sobre um ataque iminente sobre os super-heróis do mundo. Prometheus chega e ataca a equipe, cortando o braço de Arqueiro Vermelho e derrotando Dinah manobrando-a para o caminho de um raio de energia disparado por Mikaal Tomas. Depois, Prometheus é derrotado, ele destrói Star City através de um aparelho de teletransporte. Embora a pesquisa de sobreviventes, Dinah e Ollie encontram o cadáver ensanguentado da filha de Roy Lian. Dinah é vista mais tarde ao lado da cama de hospital de Roy, e ao lado de Donna Troy, preparando-se para dar a notícia triste sobre a filha dos dois, uma vez que Roy acorda de seu coma.
Entre os acontecimentos de A Noite Mais Densa, Dinah viaja para Coast City para lutar contra o exército de Lanternas Negros de Nekron. O vilão revela que ele tem o poder de controlar todos os heróis que morreram e foram ressuscitados, incluindo Ollie. Ao lado de Mia (Ricardita), e Connor Hawke, Dinah tenta lutar contra o marido, que foi transformado em um Lanterna Negro. Ollie era capaz de recuperar o controle de seu corpo tempo suficiente para perder deliberadamente um tiro destinado a sua esposa, que, em seguida, corta a mangueira contendo nitrogênio líquido. Dinah diz a Connor para usar a mangueira em Ollie, que ele relutantemente faz, congelando-o sólido. Os três heróis, em seguida, se juntam ao resto dos heróis em sua batalha.
Após o retorno de Ollie ao normal, descobre-se que ele tinha secretamente assassinado Prometheus e deixara o corpo para apodrecer na sede Prometheus. Depois que Barry Allen e Hal Jordan confrontam Ollie e Dinah com esta revelação, Ollie tenta fugir. Dinah junta Hal e Barry na busca das ruínas de Star City atrás dele, e finalmente encontra o arqueiro vasculhando a cidade por um dos homens que tinham trabalhado para Prometheus. Ele facilmente derrota todos os três deles, deixando Dinah presa em um fluido especializado concebido para contê-la. Depois Arqueiro Verde se entrega pelo assassinato de Prometheus. Dinah vai visitá-lo em sua cela e chega à conclusão de uma coisa que ele quer é ser deixado sozinho. Ela decide que seu casamento acabou e, em seguida, remove seu anel de casamento, deixando-o com Oliver. Quando o Arqueiro Verde vai a julgamento pelo assassinato de Prometheus, ela não compareceu ao seu julgamento.
Continuamente durante os eventos de A Noite Mais Densa, Dinah retorna novamente para Gotham com o relançamento de novo de Aves de Rapina, com a autora oficial, Gail Simone. Em Aves de Rapina #1 (julho de 2010), ela é enviada para salvar uma criança, com Lady Falcão Negro. Logo depois, elas recebem um telefonema da Oráculo, e da equipe - incluindo Caçadora está reunida. Elas são imediatamente confrontadas por uma nova vilã chamando a si mesma de Canário Branco, que supostamente abriga um ressentimento profundamente arraigado contra Dinah. Canário Branco usa seus recursos para expor a identidade civil de Dinah ao público. Depois de derrotar e capturar Canário Branco (é revelada que ela é a irmã vingativa dos Doze Irmãos de Seda), Dinah descobre que Lady Falcão Negro é, supostamente, a responsável por trás do ataque sobre a própria Equipe. Dinah e Canário Branco viajam para Bangok, e quando as Aves chegam para encontrá-la um pouco mais tarde, Dinah as ataca, agora vestida com a roupa de Canário Branco.
Mais tarde, Dinah revela que Sin e seus pais adotivos são mantidos como reféns e suas vidas expostas ameaçadas, a menos que Dinah desafia Lady Falcão Negro para uma luta até a morte. Caçadora se oferece para tomar o lugar de Dinah em vez disso, raciocinando que ela tem muitas pessoas que a amam. No entanto, isso dá a Dinah a oportunidade de resgatar Sin com a ajuda de um dos alunos de Canário Branco, Terry, e corre de volta para deter Helena e Natalie. Enquanto a dupla é entendida como sendo uma questão de dever e honra, Dinah traz a sua atenção que não houve tempo mencionado e, por enquanto a luta deve terminar, e para ser retomada em um momento posterior. Enquanto Canário Branco está descontente, Lady Falcão Negro por sua vez fica ao lado de Canário novamente, quando clamam que a luta entre as Aves haviam acabado.

### Bloodspell
O romance gráfico de Canário Negro e Zatanna Bloodspell, escrito por Paul Dini e desenhada por Joe Quinones era para ser lançado em 2012, mas foi adiado até maio de 2014. A história gira em torno de uma primeira reunião de Dinah ao seus 16 anos, ao lado de Zatanna.

### Os Novos 52
Na sequência dos acontecimentos de Flashpoint como visto em Os Novos 52, Dinah é membro fundador das Aves de Rapina, tentando recrutar a equipe, começando com sua velha amiga, Ev Crawford, mais conhecida como Starling. Outros membros das Aves de Rapina são Zatanna, e Hera Venenosa. Embora relutante no início para se juntar a equipe da Canário, Batgirl se torna uma adição regular para o elenco na quarta edição da nova série. Canário Negro é procurada por assassinato, mas ainda não está claro se ela foi enquadrado. Seu nome de solteira é mostrado como Drake, ao invés de Lance, revelando, assim, que ela nunca foi casada com Oliver Queen nesta continuidade e foi baseado a partir da versão original da personagem. Canário Negro junta o Time 7 em um flashback. Canário, junta-se a Liga da Justiça, durante um crossover Trono de Atlantas, e depois ela continua a ser um membro de reserva. Dinah Drake é filha nascida de uma mãe solteira adolescente, entregue em um orfanato com a idade de quatro anos. Considerada uma encrenqueira, ela se mudou de casa pós casa quando adotada, e, finalmente, fugiu com dez anos. Tomando as ruas de Gotham, ela foi pega de surpresa por Desmond Lamar, um ex-agente das forças especiais, oferecendo-lhe um trabalho a limpar o seu dojo depois das aulas, e em troca ele iria fornecer-lhe comida e um lugar seguro para dormir.
A seu pedido, Lamar levou-a para ensinar-lhe o mesmo ensinamento que ele forneceu a seus alunos, e ela se tornou sua regular aluna. Quando Lamar contraiu câncer cerebral fatal, ele deixou seu dojo. Infelizmente, ele era o único que poderia manter as gangues locais para obter dinheiro de proteção fora delas. Com as proezas marciais de Dinah, ela só poderia mantê-los afastados por tanto tempo. Eventualmente, ela começou a perder alunos que temiam a possibilidade de sua retaliação. Durante Zero Ano, o dojo de Dinah foi destruído em um incêndio. Foi neste ponto, que John Lynch, impressionado com seu talento em artes marciais em derrubar vários ninjas durante um ataque, a recrutou no Time 7. Durante o seu mandato com a equipe 7, Dinah funciona como um agente secreto apenas encarregado de infiltração.
Seu codinome é Canário Operativa. É nessa época que se casa secretamente, Dinah e seu parceiro de longa data, Kurt Lance. Seus poderes são posteriormente despertados depois de ser testada como metagene-positivo. Perto do fim, Time 7 durante uma missão para recuperar a Caixa de Pandora, percebe-se que o Grito Sônico de Dinah estão superficiais e são amplificados por Kurt, o efeito posterior por terem destruído totalmente a Ilha de Gamorra. No rescaldo, Kurt é dado como morto e Time 7 é desativado, deixando Dinah como uma fugitiva, escapando de autoridades, ela proscreve-se como Canário Negro. Após Time 7, Canário Negro continua operações secretas autônomas. Caçando a rede terrorista conhecida como Basilisco, e, mais tarde tenta formar uma equipe de recrutamento junto de Starling, Katana, Hera Venenosa, e mais tarde Batgirl.
A equipe é emboscada por traição de Hera Venenosa e, eventualmente, Starling pressiona Dinah a questionar a sua liderança. Como a lista da equipe progride e se desenvolve após a saída de Katana para incluir Strix e Condor, o questionamento de Dinah atinge o seu pico em erupção com problemas de confiança e, nomeadamente, com Batgirl quando ela descobre que seus poderes estão sendo manipulados por um Kurt Lance, aparentemente vivo. Por um tempo, Canário Negro foi recrutada como membro reserva da Liga da Justiça na luta contra o Oceano Mestre e seu exército durante Trono de Atlantas. Ao longo de suas missões com as Aves, Dinah encontra e protege uma mulher idosa, senhorita Ettie, que revelou mais tarde a ser conhecida como a Mãe Eva, uma mulher secular caçada por Ra's Al Ghul por sua imortalidade que ocorre sob a forma de sua metamorfose em sua juventude depois de cada vida. Ela afirma que em quase todos as vida, ela era uma mãe e seus filhos sobreviveram, alguns dos quais se desenvolveram com habilidades únicas geneticamente modificadas, e acredita que Dinah poderia ter ganhado suas habilidades através de uma ligação genética com ela.
Quando o marido de Dinah, Kurt é encontrado com nenhuma memória de sua vida passada com ela, Canário Negro percebe que Amanda Waller está envolvida, ela convoca Waller à buscar por respostas durante uma missão contra o Esquadrão Suicida. Confrontando Waller, ela é informada de que Kurt foi revivido por um Samsara Serum, e o processo de ressurreição danificou sua memória. Com a verdade do passado de Dinah e sua criação desta reunião com Waller compartilhada com as Aves, Batgirl confronta Dinah em sua liderança e com raiva desaprova ações de Dinah em mantê-la na equipe. Como resultado, as Aves de Rapina separam-se. Depois de uma longa fenda, Dinah retorna para se desculpar com Barbara, e é forçada a morar com ela quando seu dojo é queimado para baixo (em parte devido à culpa de Barbara). Ela mais tarde revela que Dinah se tornou o vocalista de uma banda chamada Ashes on Sunday.

### Convergence
Durante os quadrinhos de Convergence, Canário Negro ajuda a Oráculo derrotar Gavião Negro e Mulher Gavião da linha do tempo Flashpoint usando seu Grito do Canário.

### Post-Convergence
Depois de sua temporada com Ashes on Sunday, Dinah recebeu uma oferta de A&B Records por um álbum e sai em turnê e se junta a uma banda de rock que ela chamou de Canário Negro.
Como a vocalista do Canário Negro, Dinah tenta deixar sua vida passada para trás e leva o nome artístico de DD, juntando-se ao baterista Lord Byron, a tecladista Paloma Terrific e a muda Ditto, a guitarrista. E todos os quais são acompanhados pelo gerente de turnê da banda, Heathcliff Ray. No entanto, quando as vidas de seus amigos estão em ameaças, Dinah dedica-se à treina-los para se defenderem em batalha.

### DC Rebirth
Em Geoff Johns DC Rebirth #1, Wally West reflete de fora do universo, em como Canário Negro e Arqueiro Verde mal se conhecem, quando na verdade deveriam ser marido e mulher. Como resultado de alterações para a linha do tempo. A história em quadrinhos mostra o par se conhecendo brevemente, por acaso, e, em seguida, separadamente ficam acordados à noite, contemplando o que está faltando em suas vidas. Eles se encontram novamente em Green Arrow Rebirth #1. No que se seguiu, Dinah é a primeira a notar algo errado com o aparente suicídio de Oliver (na verdade, uma tentativa de assassinato por Shado) e desaparecimento. Esta versão reforça a Canário Negro como Dinah Laurel Lance. Dinah Lance também é membro atual das Aves de Rapina, bem como da Justice League of America. Em Birds Of Prey: Rebirth, revela-se que Dinah e Barbara (Batgirl) foram boas amigas há alguns anos, enquanto conhece Helena Bertinelli (Huntress/Caçadora). Na Justice League Of America, ela é vista lutando contra Caitlin Snow (Killer Frost/Nevasca), e mais tarde é recrutada por Batman devido às habilidades que ela possui.

## Poderes, Habilidades e Equipamentos
Dinah Laurel é capaz de gerar um grito supersônico, podendo causar diversos danos e atordoar inimigos. Ela possui um grau incrível de controle sobre suas cordas vocais. Isso lhe permite imitar sons e gerar qualquer som que ela deseja. O grito é capaz de chegar a 300 decibéis, o que é suficiente para fazer as orelhas de uma pessoa começar a sangrar, mesmo que elas não sejam o alvo de ataque.
Habilidades:
- Excelente acrobata;
- Perita investigadora;
- Artes Marciais: Aikido, Boxe, Kickboxing, Capoeira, Escrima, Luta Livre, Kung Fu, Caratê, Hapkido, Judô, Jiu-jitsu, Jeet Kune Do, Krav Maga, Muay Thai, Savate, Shuri-te, Tae Kwon Do e Wing Chun;
- Análise Tática: Dinah também é considerada uma líder forte e uma ótima estrategista.

Os superpoderes originais de Canário Negro, preferindo as habilidade físicas sobre habilidades inatas. Durante períodos de estresse extremo, Canário tem mostrado a capacidade de criar vibrações sonoras, capazes de destruir tudo o que estava a sua volta. Canário Negro, perdeu o Grito durante a série do Arqueiro Verde. Embora ela lutou contra o crime sem ele por vários anos, ela recuperou ele depois de estar imersa no Poço de Lázaro durante seu tempo com as Aves de Rapina.
Após reiniciar toda a empresa da DC em 2011, em Aves de Rapina #10 (2012), Canário Negro desliza através de um desfiladeiro recuperando as ondas sonoras. Ela explica que havia vindo os utilizar novamente desde que o marido falecera. Em edições posteriores, ela é mostrada usando o Grito do Canário para impulsionar-se grandes distâncias no ar. Nos quadrinhos ''Injustice: Gods Among Us'', ela utilizou o Grito em Superman, quase matando-o.
Dinah Lance é extremamente proficiente nos vários estilos de artes marciais, e está entre uma das melhores lutadores do Universo DC (em Aves de Rapina #125, a Oráculo sugere que Dinah poderia ser até mesmo uma melhor lutadora que o próprio Batman). Além disso, Dinah possui reflexos misteriosos, em muitas ocasiões que mostram a capacidade de capturar ou destruir flechas em voo. Dinah é especialista em dirigir motos super-potentes.
Seguindo o reboot dos Novos 52, Dinah usa seus poderes como adulta após ser testada positivamente para metagene por seus chefes no Time 7. Depois que seu marido leva um tiro, ela libera o devastador Grito do Canário. Nessa época, os escritores haviam expandido o potencial de aplicação do Grito. Em edições posteriores, ela usa o Grito do Canário para deslizar e voar em longas distâncias. Mais tarde, Canário Negro (vol. 4) #3 (2015) a série estabelece que suas habilidades meta humanas na verdade originam-se com os genes de uma garota alienígena chamada de Ditto.
Nível de Força
Canário Negro possui o nível de força de uma mulher de sua idade, tamanho e peso que se envolve em exercício regular intensivo. Dinah pode, portanto, pressionar-se, pelo menos o seu próprio peso corporal.

## Outras Versões
JLA: The Nail
Em JLA: The Nail, Canário Negro lidera os Outsiders. Ela faz a equipe depois que Oliver Queen é aleijado nas mãos de Amazo. Eles quebram-se depois que a rainha admite sentir como mascote da equipe. É revelado que em uma batalha antes grito sônico de Canário, juntamente com explosões de Raio Negro, vaporizado Brainiac.

### Kingdom Come
Nos quadrinhos DC Elsewords Kingdom Come, Canário Negro está ao lado Batman e age como um de seus generais, juntamente com seu marido, o Arqueiro Verde (Oliver Queen). Neste mundo do futuro, os parceiros românticos de longa data tem uma filha chamada de Olivia, que opera sob o nome Canário Negro.
Elseworld Finest: Supergirl e Batgirl
Em quadrinhos de outro DC Elseworld; de Elseworld Finest: Supergirl e Batgirl, Canário Negro é descrita como uma mulher afro-americano que faz uma breve aparição na história.
All Star; Batman & Robin, o Menino Prodígio
De Frank Miller, All-Star Batman e Robin, desenhada por Jim Lee, apresenta uma personagem baseada em Canário Negro. Aqui, ela é uma bartender sem nome em uma joint gin decadente chamado "Canário Negro".
The Dark Knight Strikes Again
Em Batman: O Cavaleiro das Trevas Strikes Again, a Canário Negro é um membro do trio pop music "The Superchix". Ela é descrita como uma loira burra de idade não especificada. Ela é uma imitadora do original. Miller afirma que essas histórias são tanto em sua chamada "Dark Knight Universe".
Liga da Justiça
Ela é retratada como uma poderosa figura de deusa em Liga da Justiça, um Senhor dos Anéis de fadas do tipo conto história Elseworlds. Nesta história, ela parecia ter muitos nomes, mais comumente chamada de "A Dama das Aves". Em uma brincadeira com seus interruptores cor do cabelo famosos, o personagem tem o cabelo que é loiro de um lado e preto do outro.
Justiça
Na Justiça, houve apenas uma Canário Negro, que é mencionada como tendo ficado viúva. Ela estava envolvida com o Arqueiro Verde.
Terra-3
Nos novos 52 Multi universo, há outra Canário Negro afro-americana na Terra-3, que é membro da Sociedade do Crime. Em JLA: Terra-2, há uma contrapartida mal da Canário Negro, chamado ''Gato Branco''.
Terra-11
Na Terra-11, um mundo de gêneros invertidos, existe uma versão masculina de Canário Negro. Ele é chamado de "Black Condor".
Superman/Batman
No enredo Superman/Batman "Mash-Up", os elementos da Canário Negro são combinados com Starfire, criando a Canário Estrela.
Batman: Savage Especial
É especificada na sua adolescência tardia como a filha de um ex-policial que vive com seus pais floriculturas em Gotham City do East End. Seus pais querem segurar grandes esperanças para ela e considerá-la acima da maioria de outros adolescentes. Ela é respeitosa para eles, mas é secretamente inspirada e apaixonada pelas aventuras de Doc Savage e assim protege seu bairro. Junto dessa versão de Dinah Drake, ela passa a usar uma mini-saia, botas, meias arrastão, jaqueta de couro preta e maquiagem que lembra um pássaro ao redor de seus olhos. Ela é supostamente coreana, indiana, ou a descendente do Oriente Médio.
Liga da Justiça: Geração Perdida
Uma versão afro-americana de Canário Negro é mostrada como parte de um futuro de Liga da Justiça em Liga da Justiça: Geração Perdida. Ela é descrita como sendo uma descendente dos companheiros de Canário Negro, Rapina e Columba, e ostenta um traje que atrai elementos das roupas de Rapina e de sua xará.
Injustice: Gods Among Us
Canário Negro aparece na franquia. Em um ano, ela é um membro da insurgência do Batman ao lado do marido, o Arqueiro Verde. Embora inicialmente cética e desconfiada, como seu marido, ela constitui um anexo incomum a Harley Quinn depois de Oliver a salvar da ira de Superman. Depois de Oliver morrer dando a sua vida para entregar uma pílula que pode conceder a pessoas habilidades físicas sobre-humanas, Dinah instintivamente sabe que seu marido é morto, o retiro com os outros membros da insurgência. No Ano Dois, Dinah tenta quebrar fora sua amiza
de com Hal Jordan e declara ao Superman que ela vai pessoalmente levá-lo para baixo por ter assassinado seu marido; durante o qual ela é revela estar  grávida de Oliver. Mais tarde, ela dá à luz um filho, Connor Lance-Queen, com quem ela deixa em proteção a Doutor Destino e Zatanna. Usando o super pílula, Dinah é capaz de corresponder fisicamente a Superman e consegue imobilizá-lo com uma bala de Kryptonita. Sua vitória é de curta duração como Superman é dado um anel de Sinestro-Corps para remover a bala e fatalmente fere Dinah com sua visão de calor. Dinah revela que ela estava gravando todas as ações de Superman e a metragem fora transmitido pela Oráculo via lentes de contacto câmera para que Superman não pode mais convencer o público de que ele ainda é um herói. Canário Negro é considerada morta pela insurgência, mas secretamente ela foi curada e transportada para um universo alternativo com seu filho, onde existe uma versão diferente do Oliver Queen, onde a Dinah deste universo é declarada como morta. Doutor Destino deixa os dois juntos, dando-lhes uma chance de felicidade.

### Injustice 2
Na pré sequência baseado fora da sequela do vídeo game, Dinah e o Oliver do universo alternativo estavam tendo uma vida feliz com seu filho crescido Connor Lance-Queen. Em breve, Senhor Destino volta para trazer Dinah de volta ao seu mundo e trazendo a boa notícia da derrota do Superman, oferecendo-lhe uma chance de ajudar a Insurgência a reconstruir o mundo.Durante os eventos do jogo, Black Canary e Green Arrow são recrutados por Batman para se juntar à Insurgênciaa, ao serem levados para o Batcave, são apresentados a Harley Quinn. Enquanto Oliver hesita em confiar nela, Dinah parece mais aberta. Batman manda o trio para Gorilla City para derrubar Grodd e sua Sociedade Secreta. Uma vez que eles chegam, Canário e Arqueiro se infiltram na sede da Grodd e deixam Mulher-Gato e Bane antes de serem interrompidas pelo Doutor Destino que os informa que um evento de fim mundial destruirá a Terra e oferece para levá-los e Connor de volta ao seu universo. Eles recusam e apreendem a Grodd, mas eles são capturados por Brainiac antes que eles possam levá-lo à custódia. Oliver e Dinah são então colocados sob o controle telepático de Grodd e são forçados a lutar contra Aquaman e Adão Negro, mas são libertados quando Grodd é derrotado.

## Outras Mídias

### Ação e ao vivo:
Sua primeira descrição de ação ao vivo foi em 1979, quando Danulta Wesley interpretou a personagem em ambos Legends da NBC dos especiais super-heróis.O personagem foi adaptado novamente para o ano de 2002, na nova série de televisão de curta duração: Aves de Rapina, uma adaptação das Aves de Rapina de quadrinhos. Em uma adaptação bastante frouxa da história em quadrinhos, o show reinventou Dinah Lance como Dinah Redmond (Rachel Skarsten), uma fugitiva adolescente com habilidades psíquicas. Ela mais tarde introduziu sua mãe Carolyn Lance - Lori Loughlin - em um episódio, descrevendo-a mais tradicionalmente como uma super-heroína conhecida como Canário Negro possuidor de um supersônico Grito Sônico.Em 2008, a série de televisão Smallville, que retrata as aventuras do jovem Superman e apresenta Arqueiro Verde como um personagem coprotagonista ao longo das temporadas, introduziu a Canário Negro (Alaina Huffman) como uma assassina que é recrutada para a equipe do Arqueiro Verde de super-heróis. Ela passou a aparecer em vários episódios, incluindo várias em estreias de temporada e finales.

Laurel Lance / Canário Negro personagem de Arrow, © Personagem: Warner Bros. Television e The CW

No ano de 2012 a série de televisão Arrow apresenta Dinah Laurel Lance (Katie Cassidy), vulgarmente conhecida como Laurel, uma advogada que representa a ex-namorada de Oliver Queen (Stephen Amell). Sua mãe é Dinah Lance (Alex Kingston).
Na segunda temporada, Sara Lance (Caity Lotz) aparece em Starling City como a vigilante Canário, ex-membro da Liga dos Assassinos de Ra's Al Ghul (Matt Nable) e representa a origem da Canário Negro. Ela deixa Starling City após ajudar Oliver a derrotar o Exterminador (Manu Bennett), entregando a jaqueta de Canário para sua irmã Laurel. Embora Sara seja chamada somente de Canário, pelo menos até o episódio "Fury Rogue" de The Flash, onde o gênio mecânico Cisco Ramon (Carlos Valdés) reconhece que Sara foi a primeira Canário Negro e sua irmã, Laurel, a segunda, muito antes as imagens promocionais, concepções de arte e linhas de brinquedos já a referiam como "Canário Negro".
Na terceira temporada de Arrow, Laurel assume o legado da irmã, se tornando Canário Negro, depois que Sara é assassinada por Malcolm Merlyn (John Barrowman), e mais tarde seguindo o treinamento com o ex-vigilante e ainda boxeador, Ted Grant (J.R. Ramirez), o Pantera.
Posteriormente, a filha de Ra's Al Ghul, Nyssa (Katrina Law), se oferece para treinar Laurel, ela aceita, e Laurel gradualmente se torna uma lutadora qualificada e é aceita por Oliver como uma vigilante. Meses depois, Laurel revive a irmã Sara no Poço de Lázaro e após reviver Sara, ela assume o manto de Canário Branco, entregue por Laurel. Como Canário Branco, Sara passa a liderar as Lendas do Amanhã se tornando uma guardiã do tempo.
A personagem Laurel também aparece em um crossover com The Flash; Cisco Ramon fornece um colar de ultra-som para Laurel, e pede que ela o nomeie de O Grito do Canário, uma versão mais aperfeiçoada do aparelho sônico que Sara usava antes de se tornar Canário Branco. Laurel é morta na quarta temporada no episódio "Eleven Fifty-Nine" depois de ser esfaqueada com uma flecha por Damien Darhk (Neal McDonough) em vingança pela traição de seu pai.
Uma sósia da Terra 2 de Laurel conhecida como Sereia Negra ou em inglês, Black Siren, faz uma aparição na série The Flash. Após a morte de Laurel, houve mais duas personagens que assumiram o manto: Evelyn Sharper (Madison McLaughlin), que Oliver não julgou digna de vestir o manto de Canário Negro de Laurel, e hoje é Artemis, e por fim Tina Boland, cujo nome verdadeiro é Dinah Drake (Juliana Harkavy), a atual Canário Negro da série. Como nos quadrinhos, essa última versão da personagem é meta-humana e possui o poder do grito super sônico. A atriz Katie Cassidy retornou para a série como uma personagem regular, desta vez como a anti-heroína Sereia Negra, em sua sexta e sétima temporada. Katie Cassidy também interpretou Sereia-X em The Flash, uma versão paralela oriunda da terra nazista X e inimiga de Flash.
No episódio "Lost Canary" de Arrow, a alternativa Laurel Lance da terra 2 abandona o manto de Sereia Negra definitivamente e se torna a Canário Negro, por influência de Felicity Smoak e das também Canários, Sara e Dinah.

### Animação
Representações animados da personagem foi sido em grande parte fiel ao material de origem. A versão Dinah Drake do personagem é a base de um personagem que aparece no episódio Justice League "Legends" (2002), dublada por Jennifer Hale. A versão Dinah Laurel Lance (dublado por Morena Baccarin) aparece com cada vez mais destaque na sequela da série Justice League Unlimited (2004-2006), no qual ela é um membro da Liga da Justiça. Ela desenvolve um relacionamento romântico com o Arqueiro Verde (Kin Shriner) e um, uns míseros parceria solto com a Caçadora (Amy Acker) ao longo da série O show Batman: The Brave and the Bold (2008-2011) contou com Canário Negro (voz de Grey DeLisle) em inúmeros episódios, assim como o Golden Age Canário Negro. Em um episódio, ela forma o Aves de Rapina ao lado de Mulher-Gato (Nika Futterman) e Caçadora (Tara Strong), e o trio executa um número musical. A série de animação Justiça Jovem (2010-2013) apresenta Canário Negro, na voz de Vanessa Marshall, como membro da Liga da Justiça e a treinadora de combate para a equipe da série de super-heróis adolescentes. Ela está em um relacionamento com o Arqueiro Verde e tem laços estreitos com a sua família de super-heróis relacionados. Ambas as versões clássicas e modernas de idade do personagem são destaque em vários DC Universe Animated filmes originais. Kari Wahlgren dubla a personagem na série Arqueiro Verde nas DC Nation Shorts. A versão de Dinah Drake como Canário Negro faz uma aparição em DC Superhero Girls em sua graduação na Super Hero High.

### Cinema
Em 2020 foi lançado o filme Birds of Prey, baseado na equipe feminina das HQ's de super-heróis com o mesmo nome, trazendo a atriz Jurnee Smollett no papel de Dinah Lance, filha da Canário Negro original. Nesse filme, ela assume o manto da mãe e se junta as Aves de Rapina para tentar derrotar o vilão Máscara Negra.

### Vídeo Games
- Jennifer Hale e Grey DeLisle reprisaram o papel em vídeo games, aparecendo em Justice League Heroes para PlayStation Portable e Batman: The Brave and the Bold - The Videogame, respectivamente.
- Em DC Universe Online, Canário Negro é um personagem não-jogável dublado por Kelley Huston.
- Canário Negro aparece em Lego Batman 2: DC Super Heroes manifestadas por Kari Wahlgren.
- Canário Negro aparece em Lego Batman 3: Beyond Gotham.
- Canário estreou como uma personagem regular no jogo Injustice 2 de 2017, com Vanessa Marshall retomando seu papel de Young Justice.

### Música
Em 2016, a DC Comics lançou três-faixas do álbum musical chamado EP 1 para promover o livro em quadrinhos da super-heroína, em que Canário Negro passa a ser a vocalista de uma banda que compartilha seu nome. Caveboy vocalista, Michelle Bensimon fornecida como voz de Dinah.